# ستيفي هويل
ستيفي هويل هي كاتِبة وشاعرة كندية، ولدت في 1977 في تورونتو في كندا.

## وصلات خارجية
- الموقع الرسمي